# Literatura de Laos

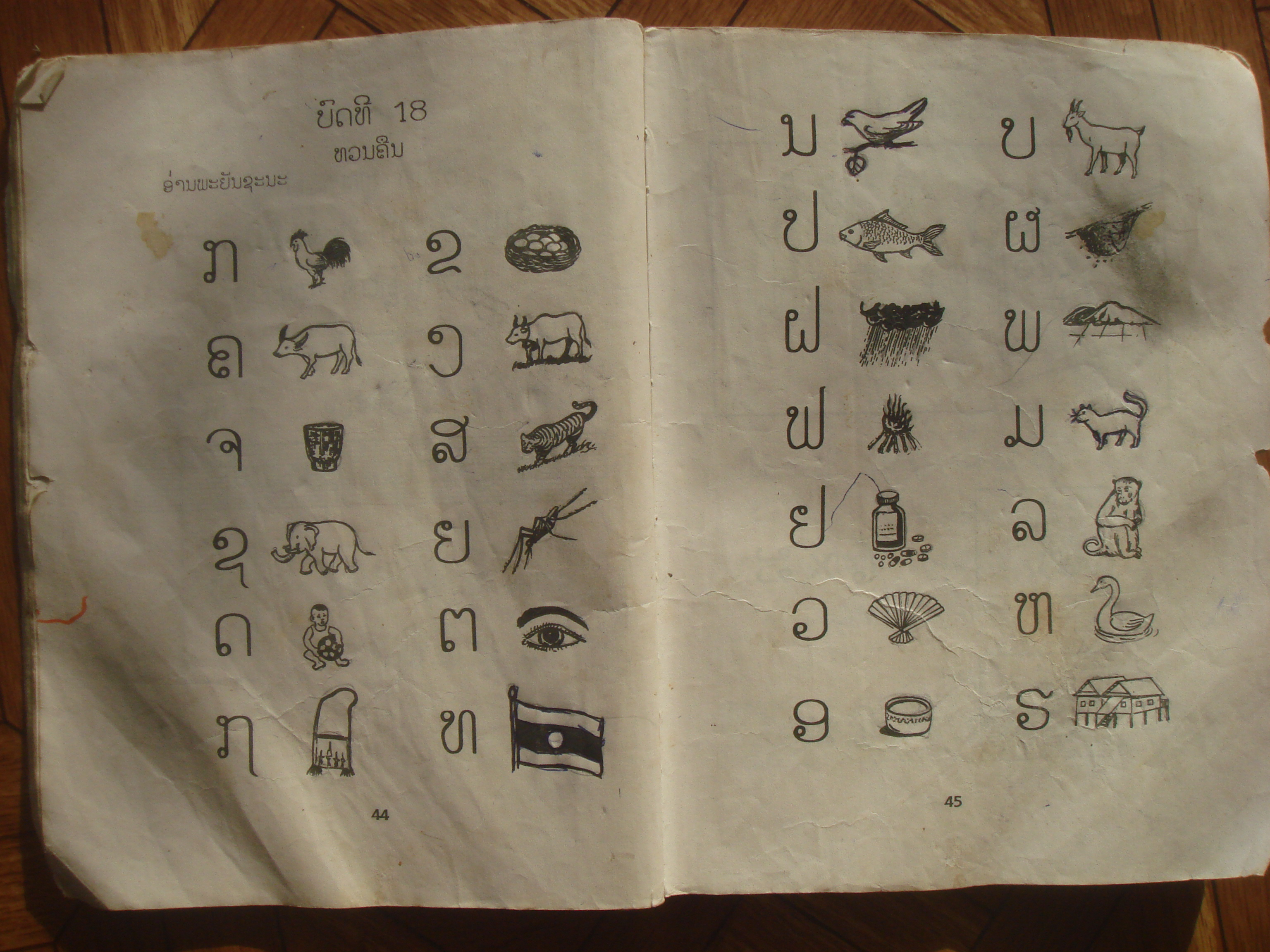
Libro escolar ilustrado con el alfabeto del idioma lao.

La literatura en Laos, es una rica tradición que se remonta al menos seiscientos años, con las tradiciones orales y narrativas de sus pueblos que datan de mucho antes. La literatura de Laos se refiere a las producciones escritas de los pueblos de Laos, sus emigrados y a las obras en idioma lao. Hoy en Laos hay más de cuarenta y siete grupos étnicos reconocidos, y el Lao Loum es el grupo mayoritario. El idioma lao (parte de la familia lenguas tai) se reconoce oficialmente como el idioma nacional, pero debido a la diversidad étnica del país, la literatura de Laos generalmente puede agruparse según cuatro familias etnolingüísticas: lenguas tai-kadai); Lenguas mon-jemer (lenguas austroasiáticas); lenguas hmong-mien y lenguas sino-tibetanas. Como una encrucijada interior del sudeste asiático, la historia política de Laos se ha visto complicada por las frecuentes guerras y las conquistas coloniales de los rivales europeos y regionales. Como resultado, hoy Laos tiene influencia cultural de Francia, Tailandia, China, Vietnam, Birmania y Camboya.

## Literatura en la sociedad laosiana

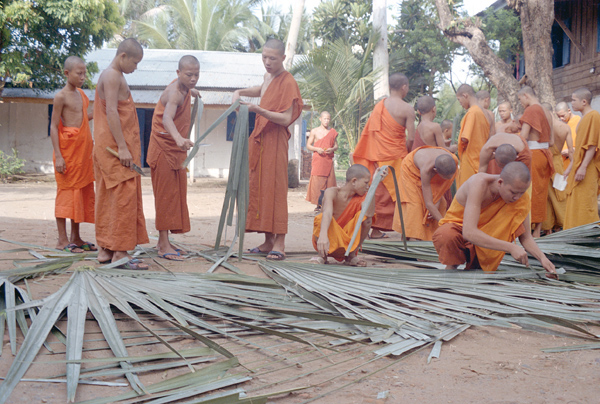
Monjes novicios practicando el arte de hacer folios de hojas de palma en Wat Manolom, Luang Prabang, Laos

Tradicionalmente la literatura es muy apreciada en la sociedad de Laos. Abarca una amplia gama de géneros que incluyen religión, filosofía, prosa, poesía épica o lírica, historias, leyes y costumbres tradicionales, folclore, astrología, rituales, gramática y lexicografía, dramas, romances, comedias y no ficción. Los elementos temáticos de Lao combinan frecuentemente lo religioso y lo filosófico con las obras seculares y el folclore. Es importante apreciar que, para un laosiano, dedicarse al estudio o la escritura era, en esencia, perseguir un significado filosófico o religioso más profundo. Igualmente importante es que las tradiciones orales continúan existiendo junto con las formas literarias escritas, y es difícil distinguir las dos como tradiciones separadas, ya que son esencialmente coexistentes y complementarias. Los textos escritos, en particular los clásicos o religiosos, con frecuencia no tienen autoría individual ni tienen una forma fija, están sujetos a un continuo recuento, reinterpretación y elaboración.
La mayor parte de las obras literarias de Laos se han transmitido mediante copias continuas y han sobrevivido en forma de manuscritos en hoja de palma, que tradicionalmente se almacenaban en cofres de madera y en las bibliotecas de los monasterios budistas. El acto de copiar un libro o texto tuvo un profundo significado religioso como un acto meritorio. El énfasis en la escritura era transmitir el budismo, generalmente theravadistas, aunque el sincretismo con creencias animistas también es común, enseñanzas religiosas y filosóficas. La autoría individual no es importante; las obras se atribuyeron simplemente a un origen religioso percibido que elevaba su estatus ante la audiencia. Debido a la importancia religiosa y social de la mayoría de la literatura, la palabra escrita generalmente se mantiene en alta estima y se almacena de acuerdo con tabúes culturales específicos —es decir, nunca en el terreno, y debe almacenarse de manera que demuestre respeto—.

## Sistemas de escritura

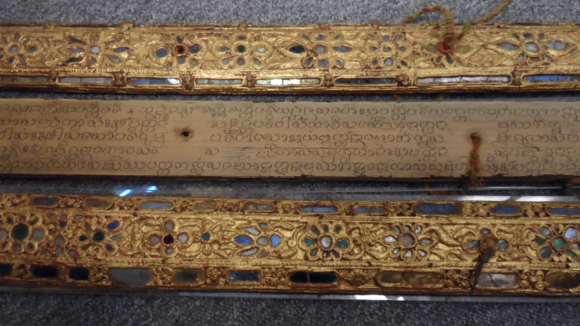
Manuscrito de la hoja de palma Kammavāca del siglo XIX de Laos escrito en escritura Tham. Las cubiertas de madera están decoradas con lacado, dorado y espejo de cristal.

Tradicionalmente, los textos se guardaban como manuscritos de hoja de palma, que se preparaban a partir de hojas de palma secas que se habían cortado, incisado, cubierto con tinta o carbón vegetal y, posteriormente, se limpiaban para revelar las palabras escritas. Los textos también se registraron usando libros plegables de papel producido localmente de corteza de mora, papel khoi o de algodón lacado, aunque estos materiales eran menos duraderos y, por lo tanto, solían usarse con fines no religiosos.
Los textos religiosos budistas de Theravada se escribían generalmente en pali o se transcribían en lao utilizando la escritura de Tham. La secuencia de comandos de Tham muestra una gran similitud con la secuencia de comandos de Mon utilizada en las inscripciones en el antiguo reino de Hariphunchai —actual provincia de Lamphun del norte de Tailandia, que data del siglo XIII. Las versiones del modelo de Tham continúan siendo utilizadas hasta la fecha por los laosianos, el Norte de Tailandia, Tai Lu y Tai Khuen, que comprende la actual Laos, el norte superior y noreste de Tailandia, el noreste de Birmania y el suroeste de Provincia de Yunnan en China. En Laos, el modelo de escritura Tham estaba generalmente reservado para escritos religiosos, mientras que los textos que se consideraban seculares estaban escritos en Lao Buhan, el precursor del moderno de Laos.
Las variantes de sistemas menos comunes incluyen las de Tai Dam y Khom (antiguo jemer). La escritura de Khom se usaba principalmente para textos budistas, trabajos sobre lenguaje, medicina, cosmología, astrología y numerología, fórmulas protectoras y astrológicas (mantra y yantra) en pali o sánscrito, basándose en la creencia de que era una escritura sagrada y se requería un conocimiento especial para producir y utilizar estos manuscritos. En los primeros períodos, el conocimiento del sistema de Khom se atribuyó originalmente exclusivamente a la corte Brahmán de Angkor. Los reyes de Laos reclutaron sacerdotes jemer brahmanes para llevar a cabo ciertas funciones rituales en las cortes reales.

### Resumen histórico

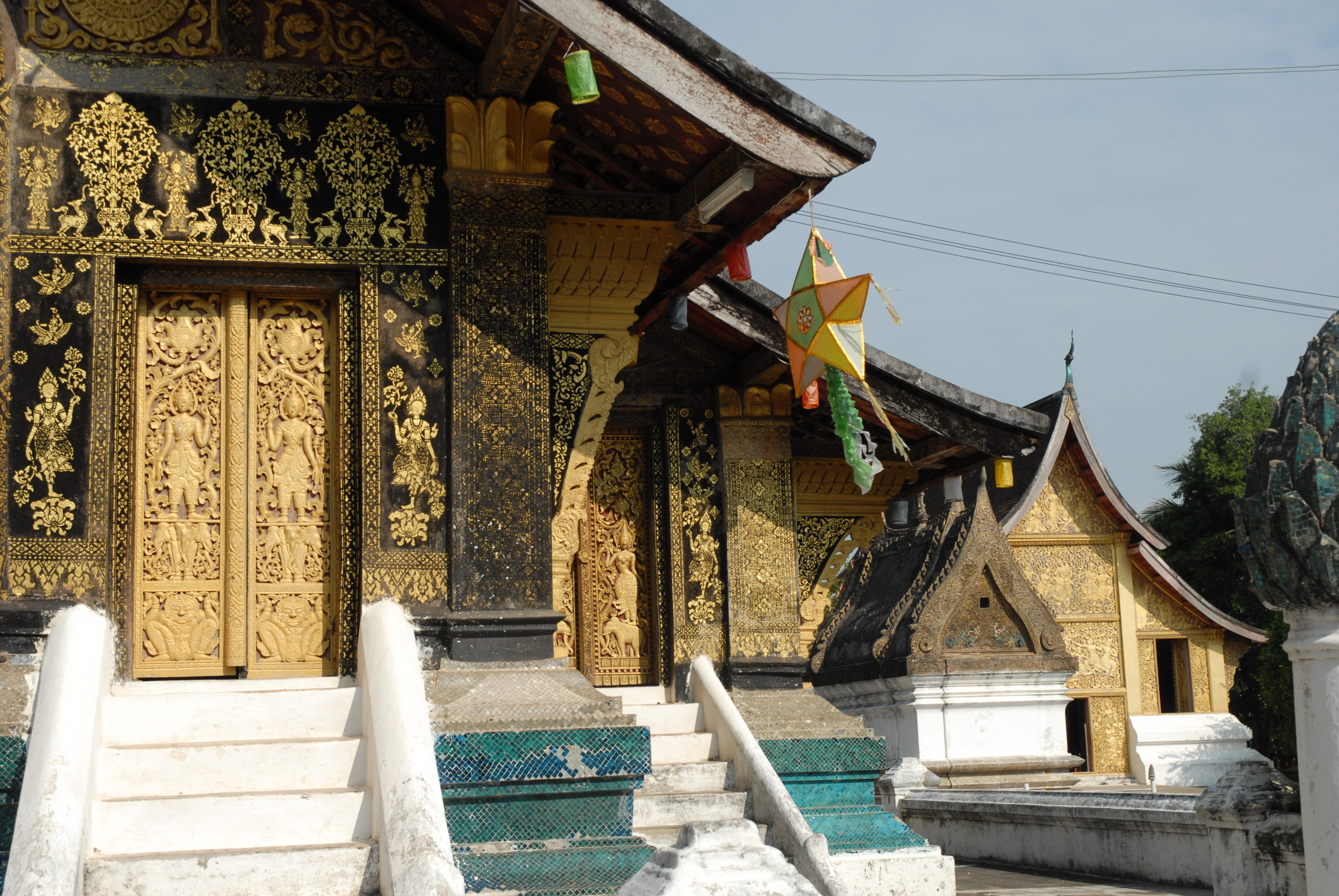
Luang Prabang, Wat Xieng Thong, una ornamentada biblioteca están en el fondo.

Los lao trazan su historia lingüística, cultural y política al Reino de Lan Xang (1353-1707). Lan Xang tenía una sociedad muy alfabetizada debido a la importancia de la religión y la educación religiosa en la sociedad de Laos. Un templo wat típicamente existía en cada pueblo muang de Laos. La sangha de Laos tenía una autoridad moral y religiosa a la par con la monarquía. Se esperaba que todos los hombres de Laos pasaran varios años en una educación religiosa como novicios o que continuaran como monjes budistas. La educación monástica era la ruta típica para ganar alfabetización y también un cierto grado de movilidad en la sociedad tradicional. Los registros reales y religiosos se almacenaron en Ho o bibliotecas específicamente diseñadas en los terrenos del templo.
Desde 1707-1713, el Reino de Lan Xang se había dividido en los reinos de Vientián, Luang Prabang y  Champasak. A finales del siglo XVIII, los reinos de Laos se habían convertido en estados vasallos de Siam. El impacto cultural de Siam fue mayor en la región de Isan, en Tailandia del Nordeste en términos de historia y etnia. A finales del siglo XIX, los franceses obligaron a Siam a ceder las áreas de la orilla este del río Mekong, y habían establecido aproximadamente las fronteras de Laos.
El colonialismo durante estos períodos tuvo un impacto duradero en la sociedad y en la literatura de Laos. El modelo tradicional de educación monástica fue reemplazado lentamente por uno secular que estaba dominado por la cultura siamesa o francesa. Las formas primitivas de la literatura lao se conservaron únicamente en los monasterios, y la cultura popular y la tradición siguieron siendo uno de los pocos vínculos restantes entre laos y su herencia étnica.
El siglo XX fue un período de inmensos trastornos y conflictos, pero también una renovación gradual de la literatura de Laos. Tanto las políticas nacionalistas francesas como las tailandesas buscaron agresivamente asimilar a los laosianos entre los años veinte y cuarenta. La Segunda Guerra Mundial y la guerra franco-tailandesa tuvieron un profundo impacto en la vida cotidiana de los laosianos, que dio paso a los movimientos de independencia y al surgimiento del comunismo. La política dividió la sociedad de Laos y la literatura de Laos, mientras que el Gobierno Real de Laos luchó por establecerse entre 1954 y 1975.
La independencia y la educación secular ayudaron a crear una identidad nacionalista para laos, y el interés por la historia y la cultura tradicional de Laos volvió a surgir. Los revolucionarios en Laos y Vietnam a principios de la década de 1950 comenzaron a difundir la ideología comunista, que culminó con la era de la guerra de Vietnam y el derrocamiento de la monarquía de Laos en 1975. Durante este período, Laos se convirtió en el país más bombardeado de la historia mundial.
La política continuó dominando la literatura en la década de 1980, con el movimiento comunista Pathet Lao luchando para afirmar su control sobre Laos. Hoy en día, Laos está reavivando el interés por la literatura, ya que las personas luchan con la identidad nacional, los rápidos cambios tecnológicos y sociales, el desarrollo y una economía rezagada, mientras mantienen un fuerte interés popular en la cultura popular que ha sido parte de su patrimonio cultural durante milenios.

## Literatura clásica
El período de Lao de la literatura clásica comenzó durante la era de Lan Xang y floreció a principios del siglo XVI. La principal influencia cultural en Lan Xang durante este período fue el estrechamente relacionado Reino de Lanna. En el segundo resurgimiento de la literatura clásica de Laos en el siglo XVII, el pueblo laosiano había desarrollado una sofisticada tradición de arte, literatura y erudición. Los temas eran principalmente de naturaleza religiosa o histórica, pero también incluían poemas épicos, leyes, costumbres, astrología, numerología, así como la medicina tradicional y la curación. Muchas de las obras durante este período se han perdido debido a las guerras en los siglos XVIII, XIX y XX.

### El poema épico de Sang Sinxay
La epopeya de Sang Sinxay fue compuesta por el poeta lao Pangkham durante el reinado del rey Sourigna Vongsa y se considera la obra seminal de la poesía épica de Laos. El mensaje central es uno: que los deseos no controlados inevitablemente conducirán al sufrimiento.

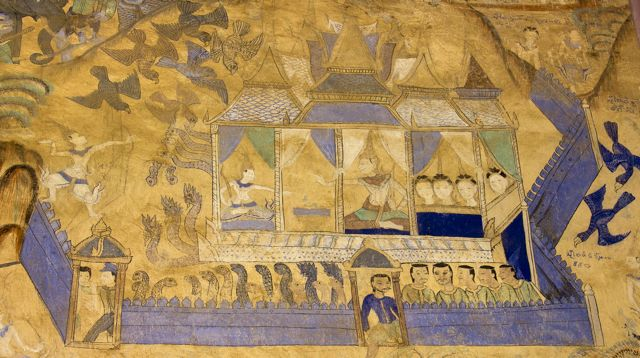
Un mural de la epopeya de Sang Sinxay de Wat Chaisi en Isan, Tailandia.

La trama sigue las hazañas de un rey y su familia, cuya hermana fue secuestrada por un Iaksa (gigante mitológico) volador durante su juventud. El rey está tan angustiado que renuncia al trono y se convierte en un monje errante para encontrar a su hermana. Como monje errante, el rey se dirige a una ciudad donde ve a siete hijas de mercaderes adinerados y se enamora. Regresa al reino y deja de ser un monje para casarse con las siete jóvenes. Seis de las reinas tienen seis hijos. A través de la intervención divina, la primera reina da a luz a un elefante con gigantescos colmillos de oro, y la más joven da a luz a gemelos: un caracol dorado, y un niño nacido con un arco, a quien llaman Sinxay. 
El rey temió el presagio de los nacimientos y consultó al astrólogo de la corte, quien conspiró en secreto con otras seis reinas, y sugirió que el caracol, el elefante y el niño junto con las dos reinas que fueran exiliados. El Señor del Cielo (Phaya Thaen) en este punto de la epopeya salva a los niños divinos y las reinas al construir un castillo en el cielo para que vivan. El astrólogo está hecho para criar a los seis príncipes restantes, que no son ni muy inteligentes ni muy diligentes.
Cuando los príncipes alcanzan la mayoría de edad, el rey los envía para encontrar a su hermana que había sido secuestrada hace mucho tiempo. A través de los vagabundos, los príncipes, se encuentran con Sinxay, a quien el rey le dará la bienvenida si se les une en su búsqueda. El grupo soporta muchas aventuras, llegando finalmente a la Ciudad de Iaksa entre las nubes, donde encuentran a la hermana del rey. Luchan en una terrible batalla en la que Sinxay mata al gigante de múltiples cabezas voladoras.
Después de haber logrado su búsqueda, el grupo se propone regresar, pero se detiene para limpiarse y hacer ofrendas al Señor del Cielo. Los seis hermanos, que no querían perder la cara ante los ojos de su padre, empujaron a Sinxay, el elefante de colmillos de oro y un caracol que lanzaban a un precipicio y le decían a la hermana del rey que se habían ahogado trágicamente. La hermana del rey no creyó a los príncipes, pero esperó para decírselo directamente al rey.
Al ver a su hermana perdida durante mucho tiempo y al escuchar de ella que los príncipes habían matado a sus hermanos, el rey se enfureció y los desterró a todos junto al astrólogo y a sus seis reinas restantes. Sinxay, que no murió, y fue salvado por sus hermanos elefantes y caracoles, vuelve a ver a su padre. El rey está muy contento de ver a su fiel hijo, y lo corona rey.

### El poema épico de Thao Hung Thao Cheuang

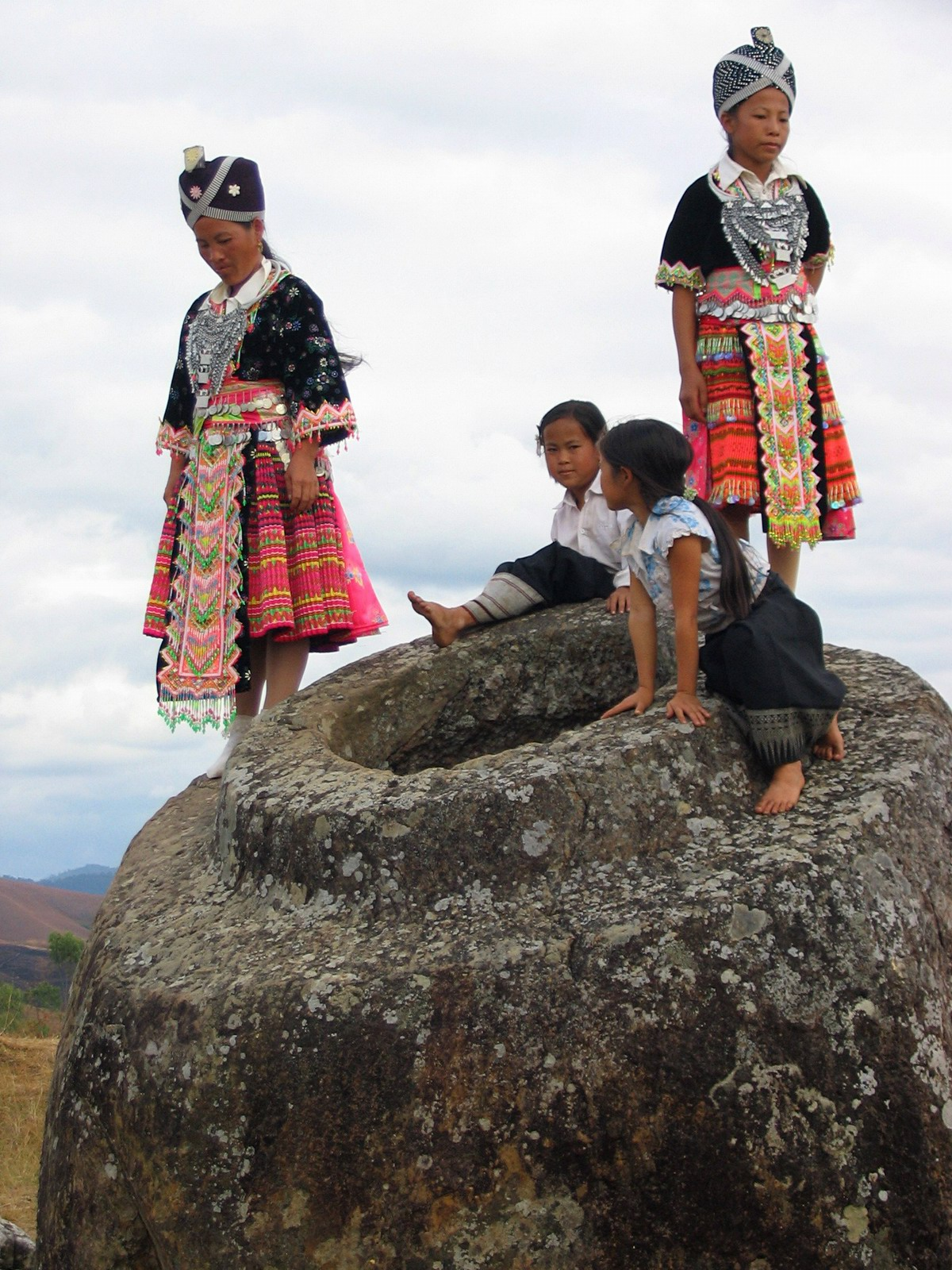
Jóvenes hmong en el Páramo de las tinajas en la provincia de Xiangkhoang, Laos.

El poema épic Thao Hung Thao Cheuang está considerado por los críticos e historiadores literarios como uno de los poemas épicos indígenas más importantes del sudeste asiático y una obra maestra literaria en idioma lao por razones artísticas, históricas y culturales. Tanto la copia única existente del texto como la historia oral se originaron en la provincia de Xiangkhoang en Laos, entre los pueblos Khmu, que eran indígenas de Laos antes de las migraciones Tai . La tradición oral del cuento popular recuerda la lucha entre los Khmu y los pueblos indígenas de Laos y los pueblos Tai-Lao.
Durante el siglo XV, durante la era Lan Xang, la historia fue escrita y adaptada por escribas reales para que la versión recordara la lucha de Laos contra el Đại Việt durante los siglos X y XII. La trama sigue las hazañas de un héroe conquistador Thao Hung, quien incluso en la muerte continúa liderando un ejército de fantasmas en la otra vida. Una escena de la epopeya describe la creación del páramo de las tinajas como parte de una gran fiesta de victoria. La composición dio como resultado tres patrones de versos de idioma lao en 20,000 líneas, lo que la convierte en una de las epopeyas más largas en lao.
A pesar de los cambios, los principales elementos temáticos y la redacción se mantuvieron consistentes, por lo que la épica es una de las únicas descripciones de la vida en el sudeste asiático entre los pueblos indígenas durante las migraciones de Tai. Tanto la forma escrita y las tradiciones orales son únicamente en lao y muestran la compleja relación entre los principales grupos étnicos de la Lao Loum, Lao Theung y Lao Sung. El valor histórico y cultural continúa en la descripción de la forma de vida entre los pueblos de Laos antes de la introducción del Budismo Theravada.

### Phra Lak Phra Ram – la versión en lao del Ramayana

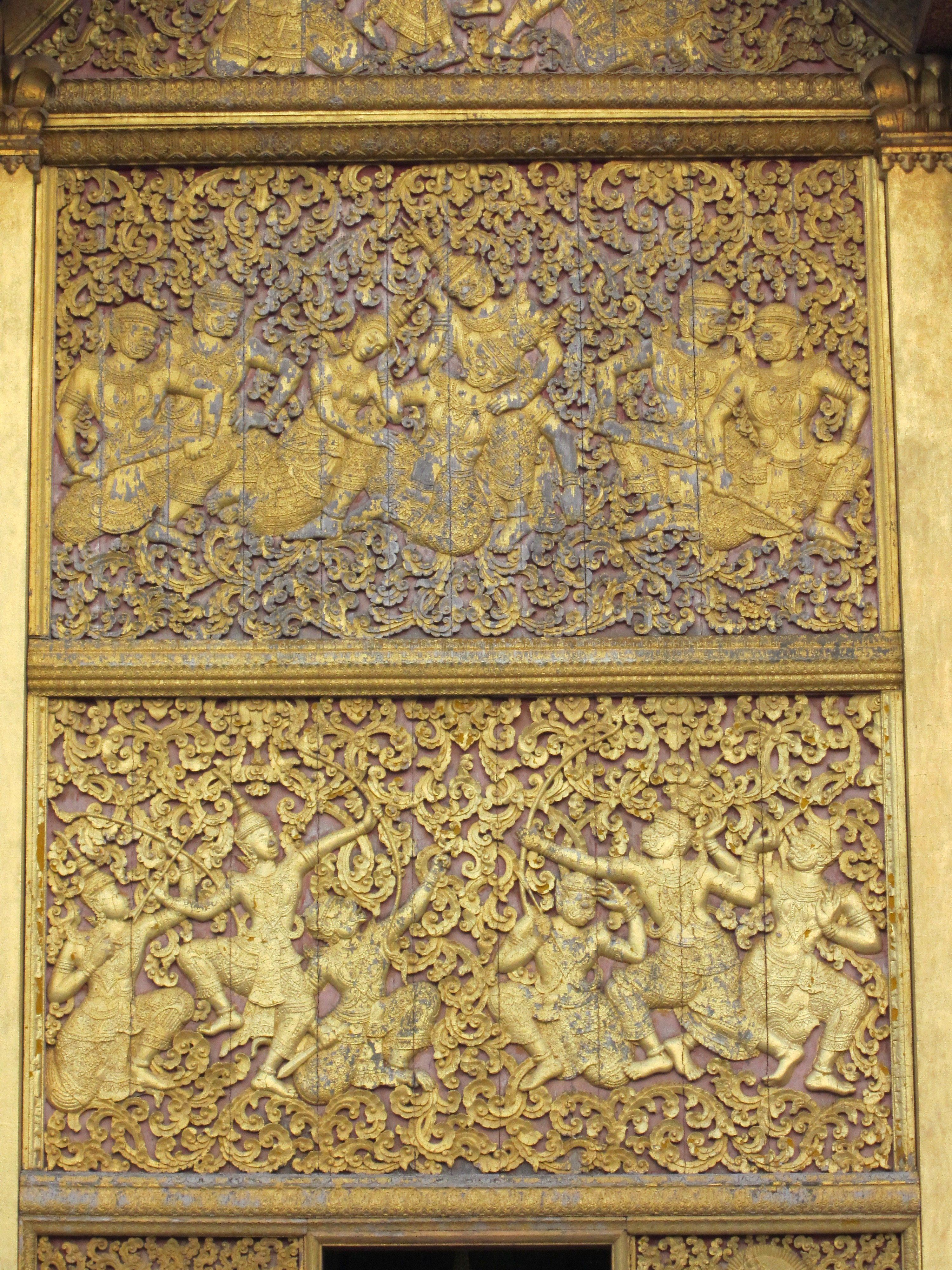
Luang Prabang, Wat Xieng Thong, figuras doradas en bajorrelieve del Phra Lak Phra Ram

El Phra Lak Phra Ram es la epopeya nacional de Laos, que vuelve a contar la versión en lao del Ramayana. Phra Lak Phra Ram lleva el nombre de dos personajes principales, los hermanos Phra Lak, o Lákshmana, y Phra Lam, o Rāma. El énfasis de la historia se centra en el desinterés y el amor fraternal en la versión de lao, que se clasifica tradicionalmente entre los cuentos de Jataka, aunque la historia también tuvo un gran significado en la corte real como un drama de danza.
Durante los festivales del  Año Nuevo Lao, las escenas de la obra se recreaban, se leían en voz alta o se usaban en sermones religiosos. La versión de Laos se establece a lo largo del río Mekong e incluye personajes laos como el rey de los  nāga, y escenas que involucran el sacrificio de búfalos que se asocia con las religiones animistas en Laos. La historia en parte muestra la influencia de la India en la cultura de Laos, y más ampliamente en todo el sudeste asiático. Las variaciones de la historia del Ramayana son comunes en el sudeste asiático, y se pueden encontrar como el Reamker en Camboya o el Ramakien en Tailandia.

### Las epopeyas del Festival Bun Bang Fai
La historia del Rey del Sapo (Phya Khankhaak) y el poema nithan o de amor Phadaeng Nang Ai son obras literarias extremadamente populares y se leen o cantan como parte de las celebraciones del Festival Bun Bang Fai cada año. El festival tiene sus raíces como una celebración de la fertilidad, y se lleva a cabo al comienzo de la temporada de monzones cada año.
La epopeya del Rey del sapo, cuenta la historia de un príncipe nacido de un rey en forma de sapo dorado. El rey se preocupa por el príncipe, pero el príncipe desea una esposa a medida que crece. El príncipe sapo le reza al Señor del Cielo (Phaya Thaen), quien le otorga al príncipe todo lo que desea y le permite deshacerse de su apariencia de sapo para convertirse en un príncipe guapo. El príncipe encuentra a una hermosa esposa y su padre felizmente permite que su hijo se convierta en rey. El Rey del Sapo y su esposa son tan amados que todos y todo lo que está debajo del cielo vienen a rendirle homenaje y se olvidan de honrar al Señor del Cielo. El Señor del Cielo está tan humillado que prohíbe que el nāga llueva, lo que provoca sequías, incendios terribles y sufrimientos en la Tierra. Después de siete años de sufrimiento, las personas y las criaturas de la Tierra e incluso las divinas criaturas del cielo ya no quieren tener más problemas y acuden al Rey del Sapo en busca de ayuda. El Rey del Sapo construye un puente hacia el cielo y lucha en una terrible batalla con el Señor del Cielo. El Rey del Sapo gana y le enseña al Señor del Cielo el valor de la humildad. Como resultado, cada año el Señor del Cielo envía lluvias, pero en caso de que se olvide, la gente celebra festivales y dispara cohetes al aire para traer las lluvias y recordar al Señor del Cielo su promesa.
El poema Phadaeng Nang Ai es una historia de amor que se desarrolla en múltiples reencarnaciones. La heroína del título Nang Aikham nació de un poderoso rey jemer, su belleza era tan grande que era reconocida incluso entre los  nāga. El rey Phadaeng, en un reino vecino, vino a verla y buscó su mano en matrimonio. Los dos se enamoraron rápidamente. El rey jemer ordenó un Festival Bun Bang Fai, donde el ganador sería el que disparara su cohete más alto.
Como recompensa ganarían la mano de su hija en matrimonio. El rey Phadaeng construyó un cohete pero explotó en el lanzador, se fue humillado y el rey jemer envió a los participantes sin prometer a su hija a nadie. Cuando el nāga vino a traer la lluvia después del festival de cohetes, el príncipe nāga Phangkhi se enamoró locamente de Nang Aikham. El príncipe Phangkhi había sido el alma gemela de Nang Aikham en vidas pasadas. El príncipe Phangkhi se transformó en una ardilla blanca para pasar junto a los guardias de su padre y visitar a Nang Aikham.
Al príncipe Phangkhi le disparó una flecha envenenada, mientras se transformaba en una ardilla y con su último aliento lanzó una maldición sobre su carne. La carne de su cadáver se multiplicó y se sirvió a toda la corte jemer. La corte fue envenenada, excepto Nang Aikham. El rey Phadaeng se encargó de rescatarla en un caballo blanco. El rey nāga, en busca de venganza contra los jemeres por matar a su hijo, envió un enorme ejército nāga para destruir a los jemeres. El rey nāga persiguió al rey Phadaeng y Nang Aikham en una persecución que duró días. Finalmente, alcanzó a Nang Aikham y se detuvo a beber agua de un arroyo, donde el rey nāga la pudo arrastrar a través de las aguas a la ciudad de Nāga. El rey Phadaeng la buscó hasta el día en que murió. En la muerte, se convirtió en un rey fantasma e hizo una guerra constante con el nāga. Finalmente, el Señor del Cielo (Phaya Thaen) tuvo que separar a Nang Aikham de sus dos amantes; allí esperan entre los renacimientos la segunda venida del Buda, quien hará el juicio final de con quién debería estar para la eternidad.

## Leyendas y crónicas históricas
La historia se relacionó utilizando poesía que estaba destinada a ser cantada o interpretada, y crónicas que debían leerse en voz alta durante festivales y ocasiones importantes.

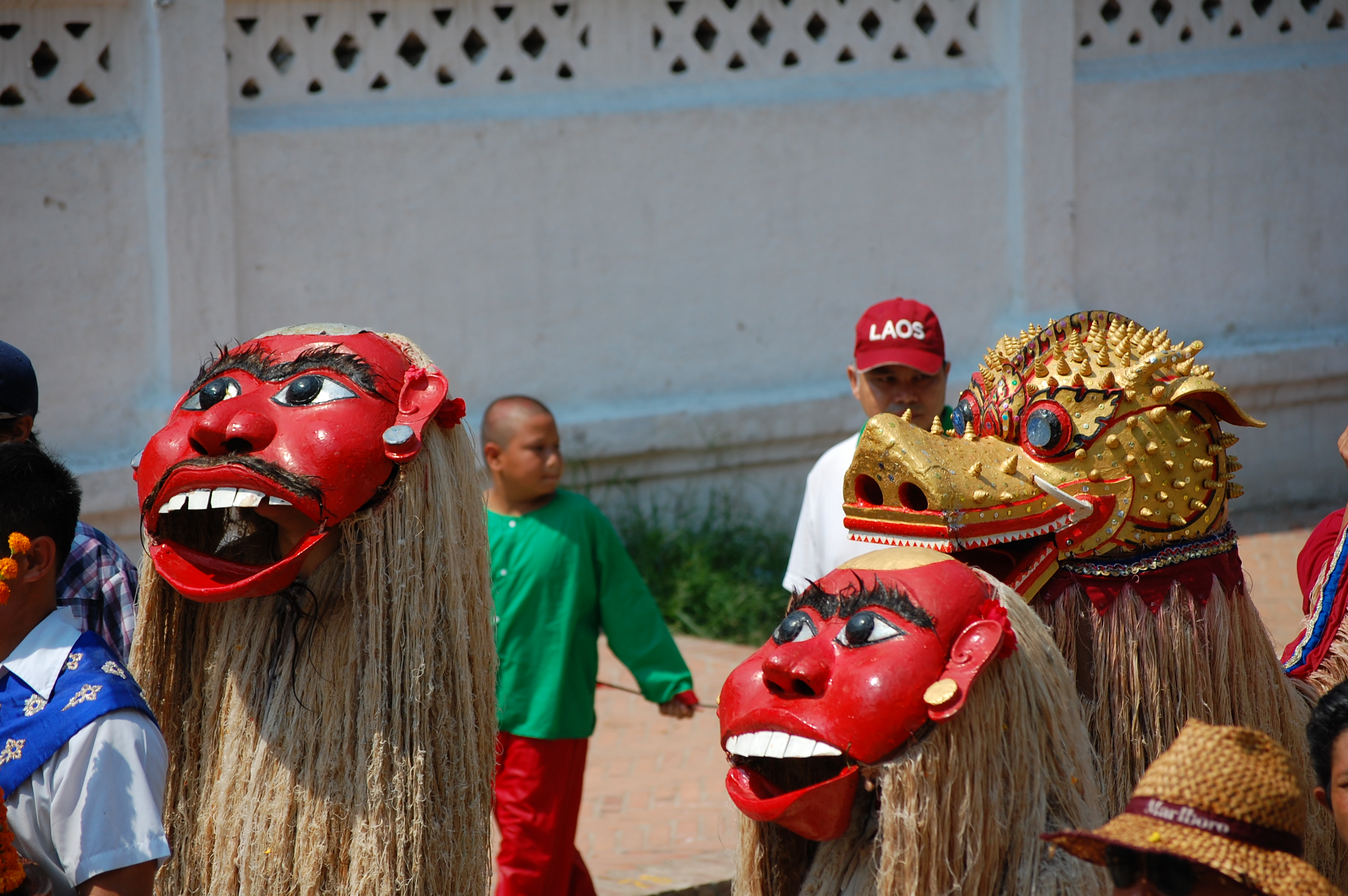
Luang Prabang, Año Nuevo Laos, espíritu de máscaras Pu Nyoe y Ya Nyoe.

Los laosianos solían escribir leyendas de origen para las personas, los lugares y las reliquias culturales que formaban parte de su sociedad. El Nithan Khun Borom («Historia de Khun Borom») es una de las leyendas de origen más importantes y describe el origen de los pueblos en Laos y las regiones circundantes de una calabaza común. El Nithan Khun Lo expande donde termina la historia de Khun Borom para describir la relación entre los primeros laosianos y el Señor del Cielo y cómo los primeros reyes fueron enviados entre los hombres para gobernar las regiones circundantes.
Dentro del relato, la humanidad fue amenazada con la destrucción por la hiedra gigante y se salvó únicamente a través del sacrificio de una pareja de ancianos que se ofreció para destruir la hiedra y fue aplastada hasta la muerte en el proceso. La historia es recordada durante las celebraciones anuales de Pii Mai (Año Nuevo) por figuras enmascaradas que representan a los espíritus de la pareja (Pu Nyoe y Ya Nyoe).
Otras leyendas de origen describen la fundación de las principales ciudades de Lan Xang, como Vientián, Luang Prabang, Xieng Khouang y Sikhottabong. También se registraron importantes sitios religiosos como Phu Si en Luang Prabang y Wat Phu en Champassak. Las principales estatuas de Buda, que incluían el Phra Kaew (Buda de esmeralda), Phra Bang (homónimo de Luang Prabang), Phra Sae Kham y Phra Luk (Champassak) todos tenían historias escritas para su creación o descubrimiento y transferencia a Lan Xang. Las imágenes de Buda eran símbolos de la autoridad real y religiosa, y sus historias combinaban el folclore con las tradiciones animistas para convertirse en poderosos paladios de la monarquía y los reinos de Lan Xang y Laos.

### Crónicas
Las crónicas de la corte real y los relatos históricos más generales de Laos vienen en muchas versiones, pero pocas de estas fuentes primarias han sobrevivido debido a las guerras a lo largo de la historia de Laos y el anterior Reino de Lan Xang. Cada una de las principales ciudades (muang) Vientián, Luang Prabang, Xiengkhouang,  Champasak mantuvo varias versiones de las crónicas de la corte de Lan Xang. Durante el siglo XVIII, cuando estos muang se convirtieron en los reinos de Vientián, Luang Prabang y Champasak y la Provincia de Xiangkhoang, las crónicas se volvieron más regionales por naturaleza.
En 1779, bajo el rey Taksin el Grande y nuevamente tras la rebelión del rey Anouvong en 1828, la capital de Lan Xang, Vientián, fue arrasada y muchas de las crónicas reales más importantes fueron destruidas o llevadas a Bangkok junto con el Buda de esmeralda. y otros tesoros culturales. La población en y alrededor de Vientián fue reubicada en la orilla oeste del Mekong en el área de la meseta de Khorat.
La región de región de Isan, aunque históricamente dentro de la política modelo de Lan Xang, era más accesible para el creciente poder de un Siam nacionalista donde la población podía ser gravada o llevada al sistema de trabajo de los corveas. Los reinos de Laos mantuvieron estados vasallos dentro de Siam. El establecimiento francés de Laos en 1893 como parte de Indochina crearía una división política con la región de Isan, aunque la mayoría de la población era histórica y étnicamente lao.
Hoy en día, la región de Isan sigue siendo parte de Tailandia, y ha desarrollado una identidad histórica claramente diferente que ha sido el resultado de las políticas tailandesas que se iniciaron durante la década de 1930 y buscaron asimilar a estas personas dentro de la cultura dominante del centro de Tailandia. Durante la guerra de Vietnam y el período de los jemeres rojos, la afluencia de refugiados de laosianos y jemeres a la región de Isan revivió las comunicaciones culturales. La importancia de esta historia para la literatura y la cultura de Laos es que Tailandia es ahora el hogar de unos 30 millones de hablantes de lao, mientras que Laos tiene una población total aproximada de 6 millones.

### Leup Pha Sun y otras historias secretas

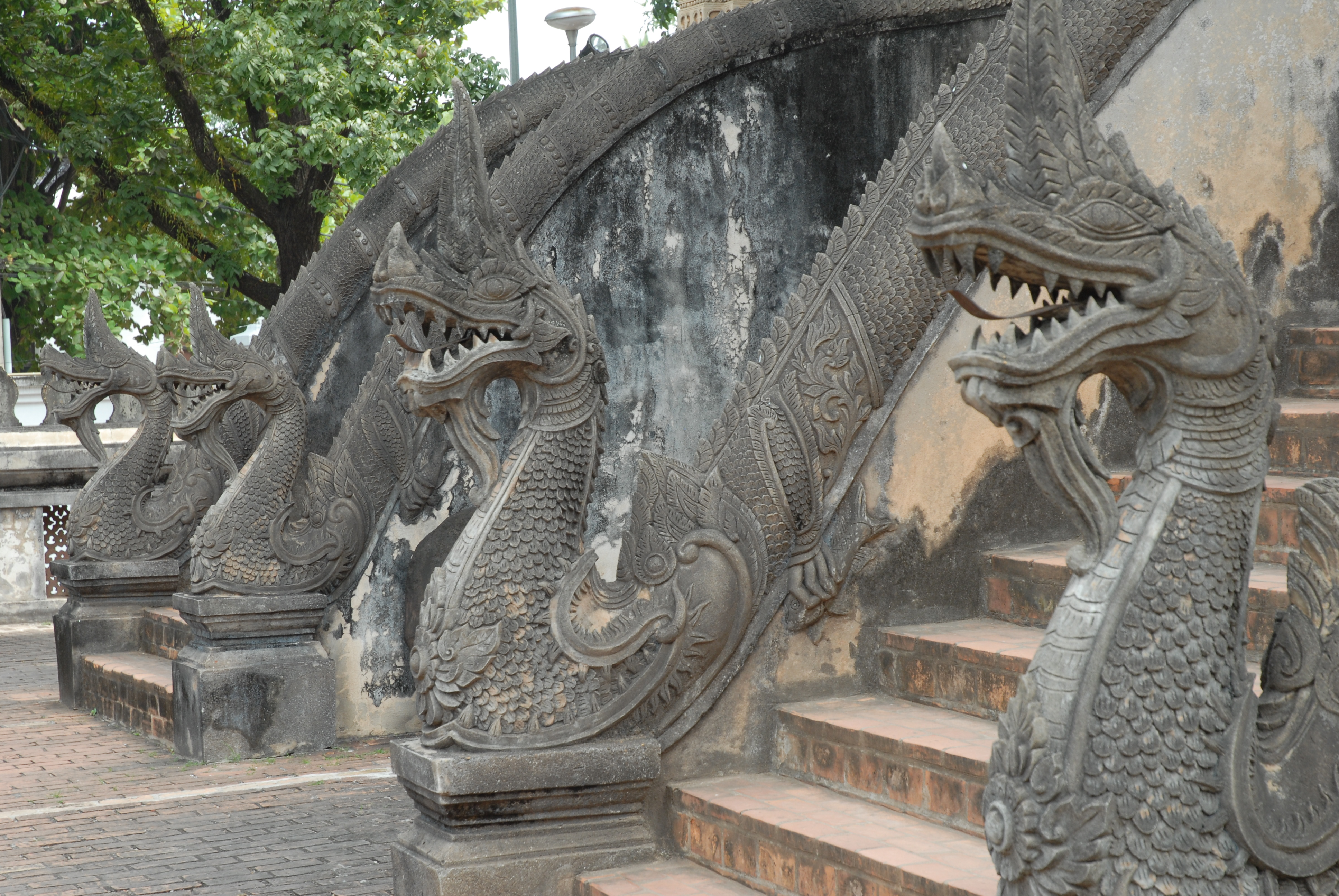
Lao Naga fuera del Haw Phra Kaew, Vientián.

El dominio de Siam durante el siglo XIX dejó a Laos incapaz de permanecer políticamente independiente, y la lucha interna entre los reinos de Vientián, Luang Prabang y Champassak, fue resentida amargamente entre la gente común. En 1828, el rey Anouvong de Vientián, junto con su hijo, el rey de Champassak, se rebeló contra Siam en lo que se conoció como la Rebelión de Anouvong (1828). Los resultados finales de la rebelión fueron desastrosos para Laos y resultaron en la destrucción total de Vientián y en más transferencias forzadas de población a la región de Isan.
La voluntad de desafiar la hegemonía siamesa creó los primeros movimientos del nacionalismo laosiano y presentó una identidad de héroe popular a los laosianos que no se comprometían con las presiones externas. En una de las epopeyas de Laos más enigmáticas y controvertidas, el Leup Pha Sun se expresa la tristeza del autor por no poder hablar libremente de su país mientras trata de lidiar con las relaciones tumultuosas entre Lan Xang y Siam utilizando el lenguaje y las imágenes románticas y religiosas. El autor anónimo al final ora por una intervención divina para terminar con el sufrimiento generalizado. De manera similar, Pheun Raxavong y Pheun Viang son historias de primera mano de la Rebelión Anouvong.
Otras historias se incluyeron en la forma clásica de la poesía épica, como Kab Phagna Siengsa, que contó la historia del Rey Anouvong desde la perspectiva de sus principales comandantes. Estas historias secretas y poesía circularon entre la etnia lao en Isan y en Laos, manteniendo la memoria cultural de la rebelión en la memoria popular. En 2010, se erigió una estatua del rey Anouvong en Laos, un símbolo tangible que los recuerdos culturales de la rebelión todavía tenían importancia simbólica en la era moderna.

## Literatura religiosa

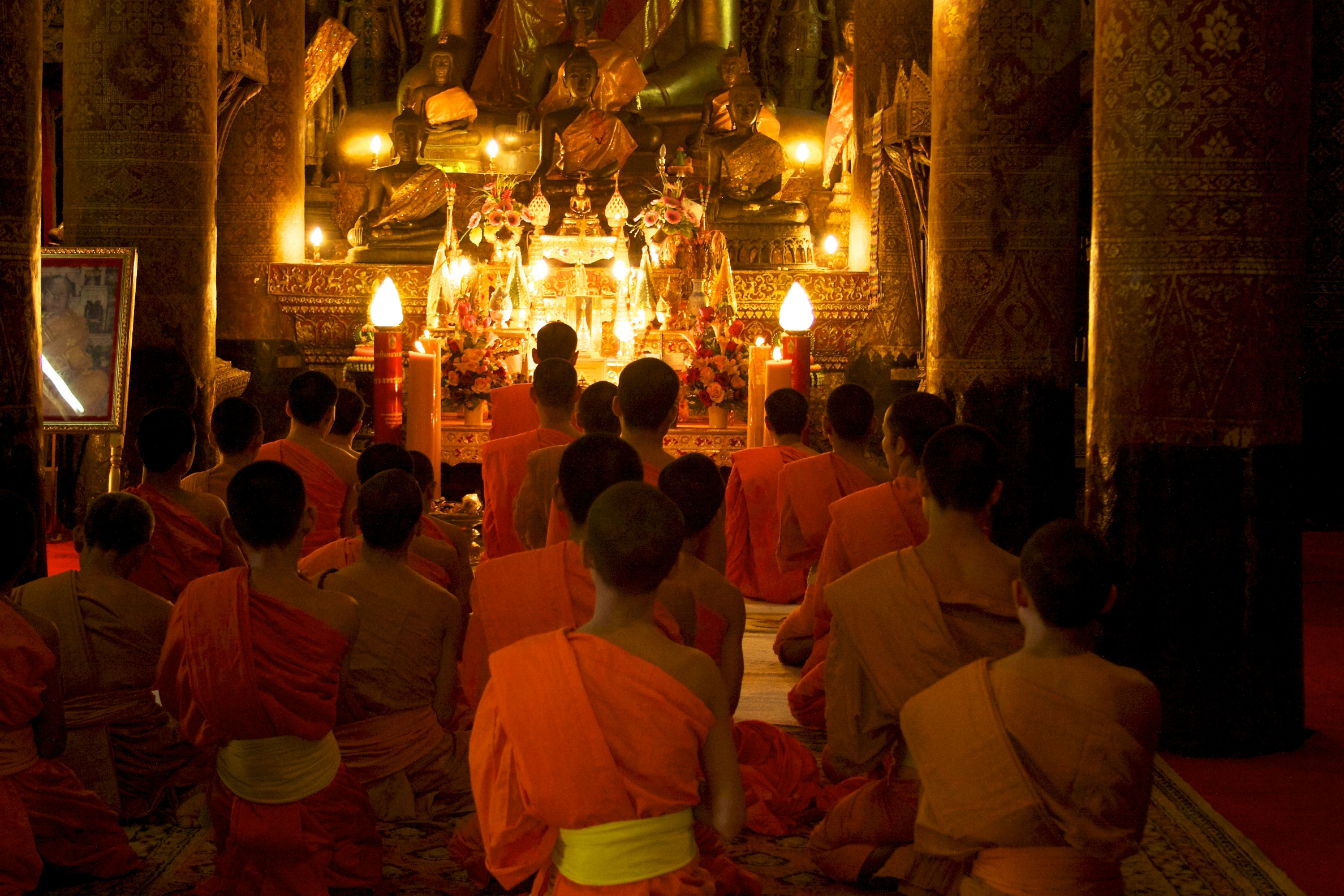
Monjes en la oración de la tarde del tempo Wat Xieng Thong, en Luang Prabang.

La religión y la enseñanza religiosa es un tema recurrente para gran parte de la literatura de Laos a lo largo de su historia. Laos es predominantemente budista theravada, que fue la religión del estado en el Reino de Lan Xang desde la época del rey Photisarath en la década de 1520. El rey Fa Ngum, el fundador de Lan Xang, trajo a los monjes Theravada y al Phra Bang (imagen protectora de Laos) con él cuando estableció Lan Xang en 1353, según las tradiciones populares. Los principales textos religiosos del budismo theravada son conocidos como el tripitaka, que incluyen:
1. Vinaya-pitaka, que trata sobre las reglas para monjes y monjas.
2. Sutta-pitaka, discursos, en su mayoría atribuidos a Buda y discípulos.
3. Abhidhamma-pitaka, descrito diversamente como filosofía, psicología, metafísica.

Los textos, conocidos colectivamente como el Canon Pali, están escritos en pali y fueron un mérito tradicional entre los reyes y sanghas del sudeste asiático. El primer registro de una copia completa del Tripitaka en Laos fue un regalo del Reino de Lanna al Rey Vixun en el siglo XVI.
La educación monástica ha sido fundamental para la sociedad de Laos desde el período de Lan Xang hasta la actualidad. La escuela monástica más antigua de Laos fue fundada por el rey Vixun en 1503. En todas las áreas de lo que hoy es el sureste de Birmania, el  Sipsongpanna en China, el norte y noreste de Tailandia, el noroeste de Vietnam y Laos, era común para los monjes, los textos e incluso las bibliotecas completas, moverse entre monasterios. La realeza en Laos, y el sudeste asiático en general, fue reforzada y legitimada por el patrocinio del sangha y actos de mérito religioso. A cambio, los maestros más prolíficos con patrocinio real atrajeron a patrones ricos, artistas y peregrinos.
Como resultado de los monjes itinerantes, los textos budistas en Laos varían enormemente entre los monasterios, con un énfasis en los textos que se usan con mayor frecuencia en la vida de la comunidad diaria, en lugar de copias completas o formales del Canon Pali. Generalmente, los textos más populares incluyen bendiciones usadas en ceremonias rituales; bendiciones utilizadas para la protección; instrucciones usadas para ceremonias laicas o religiosas; historias no canónicas de la vida de Buda; comentario sobre Tripitaka; reglas rituales o instrucciones para monjes y monjas; epopeyas y leyendas locales; tratados sumarios sobre la doctrina theravadista; manuales de gramática y reliquias, imágenes e historias de templos.

### La historia de Jataka sobre el príncipe Vessan

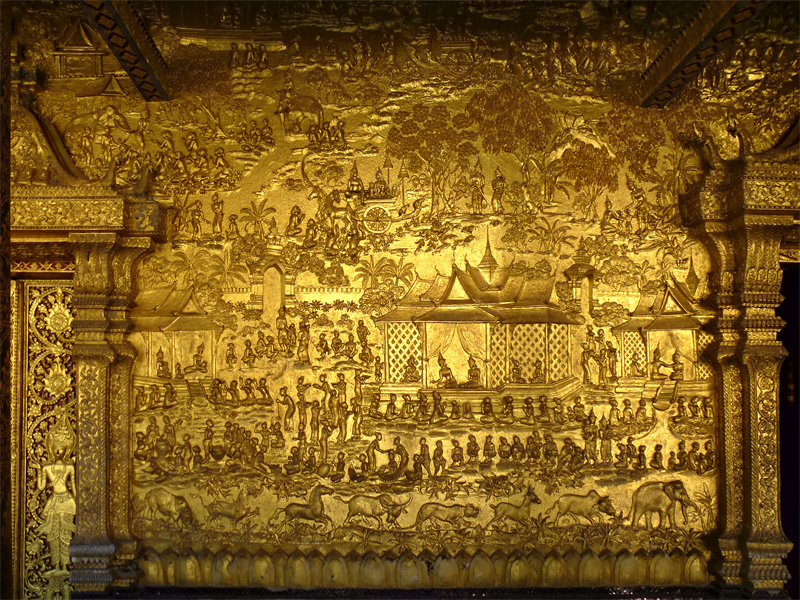
Luang Prabang, cuento Jataka con escenas del príncipe Vessan.

Los cuentos de Jataka son historias de moralidad que recuerdan encarnaciones anteriores de Buda antes de que pudiera alcanzar la iluminación. Las historias se utilizan para ejemplificar una virtud particular o para enseñar una lección específica, en la que el personaje que representa a Buda puede ser humano o animal. 
En el budismo theravada, los jatakas son una división textual del Canon Pali, incluida en el Khuddaka Nikaya del Sutta-pitaka. El término Jataka también puede referirse a un comentario tradicional sobre este libro. Los cuentos de jataka son comunes en todo el sudeste asiático y a menudo se pueden encontrar con muchas variaciones regionales. Laos ha desarrollado una serie de cuentos jataka que son únicamente laicos en su tradición.
La versión escrita de Laos de Vessantara Jataka generalmente se considera una de las mejores obras maestras de la literatura de Laos. La historia recuerda la vida pasada de un príncipe compasivo, Vessantara, quien regala todo lo que posee, incluyendo a sus hijos, mostrando así la virtud de la caridad perfecta. La historia se incorpora a las celebraciones del festival Boun Phra Vet (Festival de Príncipe Vessantara), donde la historia se lee en voz alta y generalmente se acompaña con baile, representación y canto popular de Laos.

## Folklore

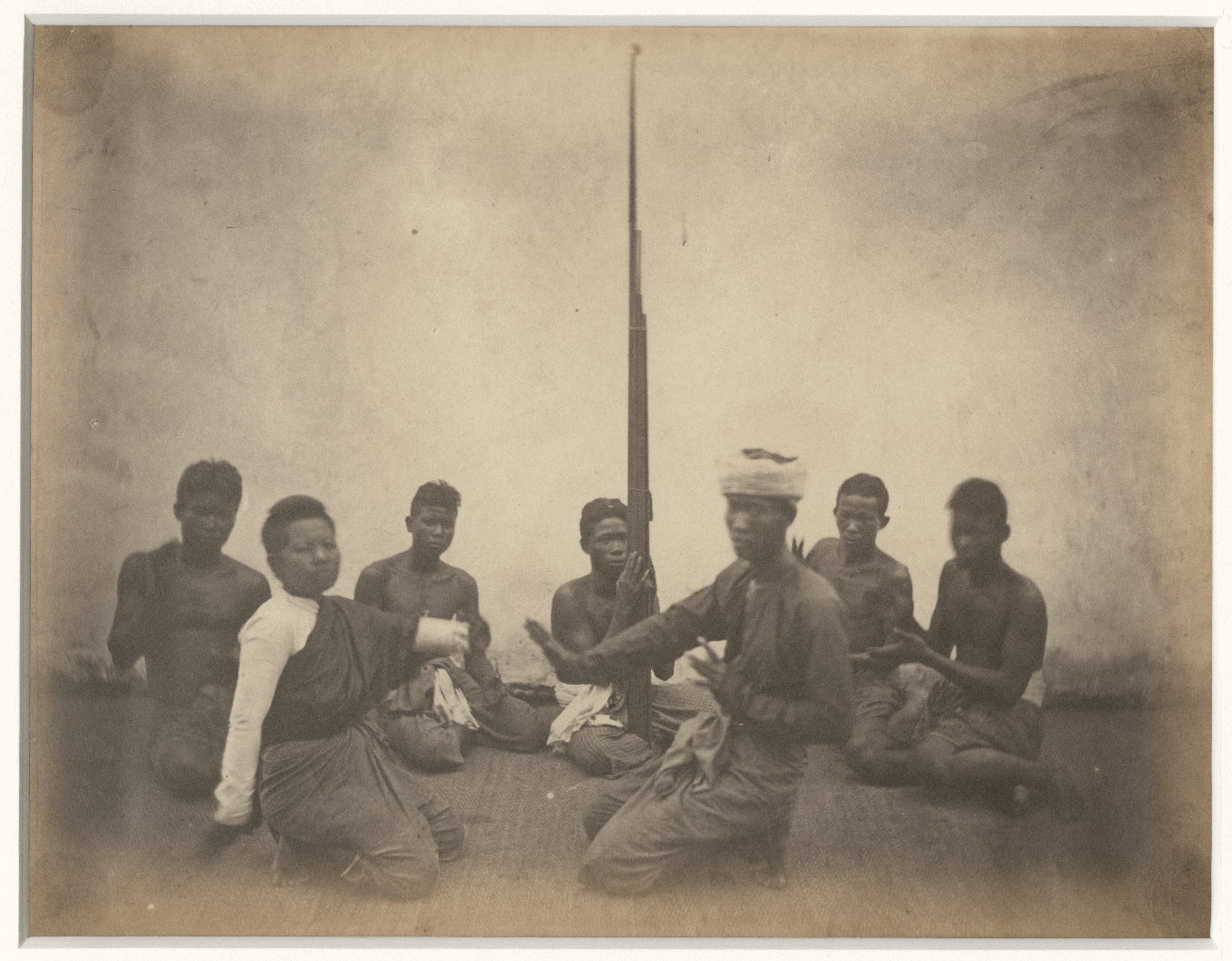
Gente cantando el Mor Lam.

El folklore se encuentra entre la forma más diversa y expresiva de literatura en Laos. La categoría puede aplicarse a casi cualquier forma narrativa de expresión, e incluye muchos mitos, costumbres, creencias populares, enigmas, bromas y representaciones comunes de la vida cotidiana. La mayor parte del folklore de Laos es preclásico y en su mayoría proviene de tradiciones orales. Canto popular es uno de los métodos más populares y ampliamente utilizados para preservar el patrimonio popular. Otro método muy utilizado es en los diversos motivos que se encuentran en el tejido. Todos los grupos étnicos en Laos practican el tejido a cierto nivel y constituye un método importante de narración e identidad a través del arte popular.

### Historias espirituales
El animismo es la práctica espiritual más utilizada en Laos detrás del budismo theravada. Conocida colectivamente como Satsana Phi, la religión preserva las prácticas espirituales pre-budistas, indígenas y tribales. Aunque no existe una jerarquía central o autoridad, las prácticas forman un vínculo cultural entre Lao Loum, Lao Theung y Lao Sung a lo largo de la historia.
Phi, o espíritus, se cree que habitan edificios, territorios, lugares y cosas naturales y fenómenos, comúnmente incluye a espíritus ancestrales y espíritus de protección, que son populares en el chamanismo y la medicina tradicional. Las tradiciones orales y escritas también incluyen entretenidas historias de fantasmas malévolos, como la abuela Vom (Phi Ya Vom), que se come a los vivos que vagan por la jungla, o los fantasmas de los amantes rechazados (Phi Khon Long).
Las historias de espíritus son variadas y extremadamente populares. La ceremonia de Laos conocida como baci es una de las tradiciones y creencias populares más conocidas, que se derivan de las tradiciones animistas, y se realiza en momentos clave de la vida de Laos para fortalecer el alma y sus treinta y dos componentes (kwan).

### Historias Naga
Las tradiciones populares incluyen a los espíritus protectores del río Mekong, el nāga que toma forma serpentina y es un motivo popular en el arte, el tejido y el folclore de Laos. Los nāga son, junto con los phi, los más antiguos escritos y orales del folclore de Laos. Las historias de nāga muestran una mezcla de creencias indígenas de Laos e influencia jemer. Los laos indígenas y pre-budistas tomaron su folklore y lo combinaron con las serpientes encontradas en el panteón hindú, que les era familiar a través de la interacción con los jemeres.

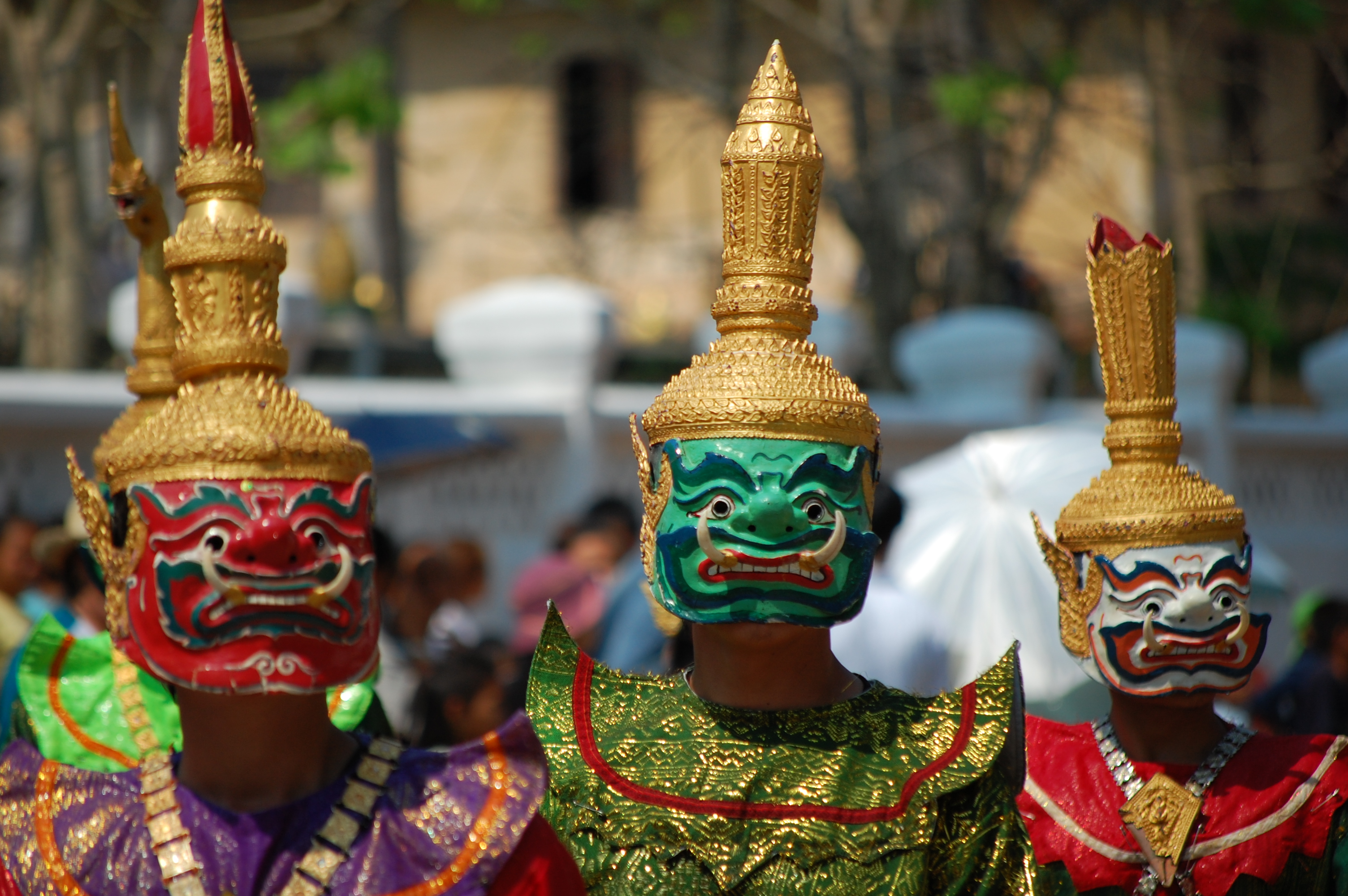
Máscaras populares en el Año Nuevo Lao.

La nāga volvería a ser «domada» por la influencia del budismo y se convertiría en guardianes espirituales populares representados entre los templos de Lao (wat). Las ciudades de Vientián y Luang Prabang fueron gobernadas por primera vez por nāga en la tradición lao, y el propio río Mekong se llamó por primera vez Nam Nyai Ngu Luang o «Gran río de la serpiente gigante», por la creencia de que el río y el terreno circundante fueron atacados por «El movimiento de un gran señor nāga sobre la Tierra».
Los cuentos de Xiang Miang se encuentran entre algunos de los más recientes y conocidos de la literatura popular en Laos. Las historias surgieron como una sátira política inteligente e irreverente durante las guerras del siglo XVIII y XIX, cuando los reyes de Lao y la sangha se encontraban en su punto más débil políticamente y, sin embargo, la crítica directa habría roto los tabúes culturales o la autoridad religiosa. Las historias involucran al protagonista Xiang Miang, quien es retratado como un niño y un monje novicio, y sus esfuerzos por burlar al rey o al abad de manera humorística y moralmente instructiva.

### Historias indígenas y tribales

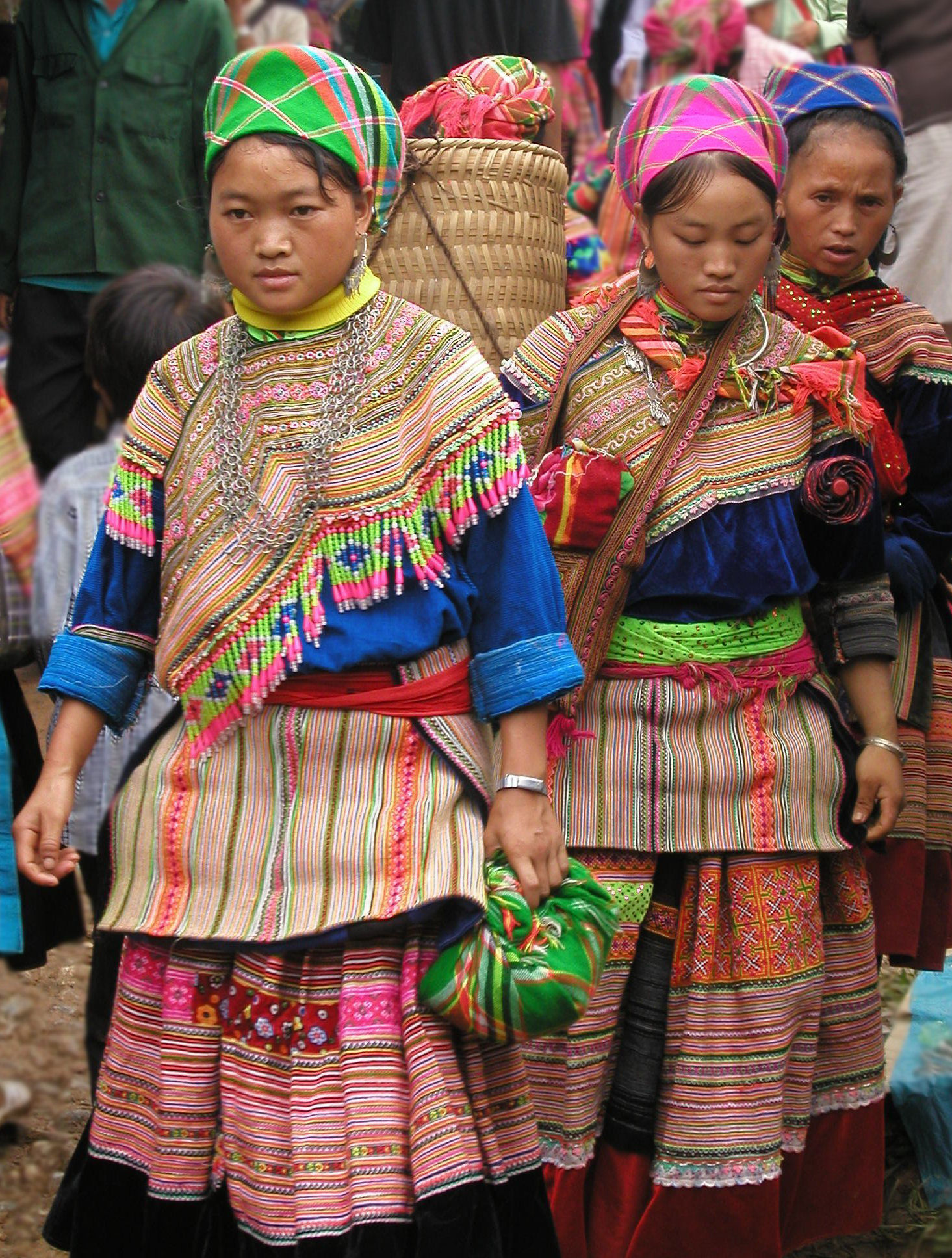
Mujeres de la etnia Hmong

Las tradiciones orales entre las minorías étnicas de Laos son una rica fuente de folklore que se desarrolló paralelamente a la literatura escrita de la mayoría de Lao Loum. Las historias en idioma camboyano, blang, lamet, Khmu, akha, tibetano-birmano, tai-rau y hmong-mien crean mitos, leyendas, leyes, costumbres, creencias e identidades únicas que se han transmitido en gran parte a través de la tradición oral.
Los estudios antropológicos de estas sociedades y el recuento de primera mano de los miembros de estos grupos se han convertido en una parte cada vez mayor de la literatura moderna sobre Laos, y son una fuente de estudio etnográfico cada vez mayor. Cada grupo mantiene aspectos únicos de su cultura narrativa. Por ejemplo, los Hmong, una división de los Mien que emigraron a Laos en el siglo XIX desde China, son famosos por sus «telas de la historia». Estas telas, que varían en tamaño hasta varios pies cuadrados, utilizan figuras para representar historias y el folclore de los Hmong en una forma narrativa.

## Literatura moderna
La literatura moderna de Laos es inseparable de la historia política del país. Las formas literarias modernas comenzaron a surgir en Laos durante el período colonial francés en Laos (1893-1954). La influencia cultural francesa fue más fuerte entre la nobleza lao y las clases altas que fueron enviadas a las escuelas parroquiales de lengua francesa en Laos, posteriormente estudiarían en la escuela secundaria en el Lycee en Vietnam, y en raras ocasiones fueron enviados a la educación superior en Francia. Un pequeño grupo de intelectuales franceses que representan el instituto cultural francés, la École Française d'Extrême-Orient, realizó estudios sobre las formas literarias tradicionales de Laos.
Los objetivos de estos estudios iniciales fueron triples. El primer objetivo, fue un discurso intelectual y racional genuino para comprender mejor al Lao, desde una perspectiva antropológica e histórica. El segundo, siendo más intencionalmente político, fue preservar la identidad cultural de Laos y convertirla en una más nacionalista, como medio para contrarrestar, la influencia cultural tailandesa. Por último, también había un objetivo político de presentar el colonialismo al público francés como «positivo» para la sociedad laosiana en general. El impacto neto en la cultura fue positivamente pro-francés.
La primera novela moderna en lao, «La imagen del Buda sagrado» (Phra Phoutthahoup Saksit) de Somchine Nginn, se publicó en 1944 y se compuso íntegramente en idioma lao, con una introducción en francés. El relato ficticio relata a un detective franco-lao en sus esfuerzos por recuperar una imagen sagrada de Buda que ha sido robada. En el mismo período, la influencia colonial francesa adoptó un tono decididamente más nacionalista para contrarrestar la hegemonía regional tailandesa.
En la región de Isan, las políticas fascistas del mariscal de campo Plaek Pibulsonggram buscaron asimilar por la fuerza a las minorías étnicas de Tailandia a la identidad de Tailandia central. El lenguaje lao, el vestido y la expresión cultural en la región de Isan se hicieron ilegales. El objetivo final era un intento de absorber los territorios de Laos (así como los malayos en el sur y las tradiciones restantes del Tai Yuan, de Lanna) en una Tailandia reunificada, dentro de las fronteras del antiguo Siam.
Al promover una identidad de Laos, los franceses crearon indirectamente el movimiento de independencia de Laos bajo el poder de Lao Issara. Cuando París cayó ante las 
 potencias del Eje en 1940, la debilidad momentánea del Gobierno de Vichy obligó a Francia a permitir que el Imperio de Japón estableciera una presencia militar en Indochina. Aprovechando esta oportunidad y la debilidad percibida, Tailandia atacó los puestos de avanzada franceses en la guerra franco-tailandesa (1940-1941), donde Tailandia pudo tomar zonas de Laos y Camboya.
El Imperio de Japón medió el conflicto, lo que obligó a Vichy de Francia a ceder los territorios de Laos y las zonas de Camboya. En 1945, cuando el Imperio de Japón estaba a la defensiva, el control de Laos fue entregado a Lao Issara. En 1946 después del final de la Segunda Guerra Mundial, Tailandia devolvió los territorios a Francia a cambio de reconocimiento en las Naciones Unidas recién establecidas. Francia reafirmó el control de Laos, y el Lao Issara huyó a Tailandia.
Después de haberse establecido firmemente el nacionalismo lao durante los años 1930-1940, los movimientos políticos para la independencia se concretaron después de la Segunda Guerra Mundial. La política y la lucha interna llegarían a dominar la vida y la literatura de Laos durante la segunda mitad del siglo XX. La literatura adoptó una polaridad entre los puntos de vista pro-franceses que desconfiaban de la influencia de Vietnam y Tailandia, los Issara que buscaban su propio gobierno pero estaban profundamente divididos entre facciones pro-tailandesas y pro-vietnamitas, y revolucionarios comunistas entre los patetistas de Lao que recibieron apoyo. de Vietnam.

### Tras la Segunda Guerra Mundial
En 1946, los franceses establecieron a Laos como una monarquía constitucional dentro de la Unión Francesa, en un intento por reconciliarse con los nacionalistas. El estudio académico dio un paso adelante a principios de la década de 1950 con la creación del Comité Litteraire, el precursor de la Real Academia de Laos, y reunió a historiadores y académicos franceses y de Laos para un estudio serio con un objetivo de publicación popular.
En 1953, el Tratado de Amistad y Asociación Franco-Lao, entregó el control de Laos al Gobierno Real de Laos, con la excepción de los militares. Sin embargo, las divisiones entre las facciones políticas eran profundas y divididas a lo largo de las líneas ideológicas y personales entre la familia real de Laos, y más tarde darían lugar a la guerra civil de Laos. La literatura producida durante la guerra, desde principios de la década de 1950 hasta la victoria comunista de Pathet Lao en 1975, se puede dividir en dos grupos distintos: la literatura creada en las regiones del país controladas por el Gobierno Real de Laos y la literatura de las «zonas liberadas» gobernadas por el comunista Pathet Lao. Lo que complicó aún más el conflicto fue la internacionalización de la guerra civil de Laos, con Estados Unidos apoyando al Gobierno Real de Laos, a los vietnamitas que apoyan al Pathet Lao y al gobierno de Tailandia que estaba preocupado por su propia seguridad interna y su relación con los Estados Unidos. pero con mucho cuidado buscando preservar sus propios intereses regionales.
Desde 1975 hasta el presente, la literatura de Laos comenzó a resurgir después de décadas de guerras y conflictos. Cierta literatura sigue siendo abiertamente política, siendo Laos uno de los pocos estados comunistas que quedan en un acto de equilibrio entre China, Tailandia y Vietnam, y los tres tienen un historial de desconfianza mutua más fuerte que la cooperación. Sin embargo, el poder económico de China y su creciente imagen nacionalista siguen siendo un modelo para el régimen de la RDP Laos. Las estatuas de los antiguos reyes de Lan Xang se erigieron a partir de 2004, con el fundador King Fa Ngum.
Al mismo tiempo, los expatriados de Laos reflexionan sobre el período de agitación que comenzó en la década de 1940 y entró en crisis durante la guerra de Vietnam, creando una tradición literaria de Laos desde fuera del país. La generación más joven de Laos de la posguerra está influenciada por la cultura tailandesa y la influencia del pop occidental, creando una mezcla moderna de géneros y temas. Todos estos grupos y transiciones están creando un amplio espectro de voces literarias lao únicas, que están resurgiendo con una frecuencia que había estado inactiva desde la era clásica de Lan Xang.

## Esfuerzos de preservación

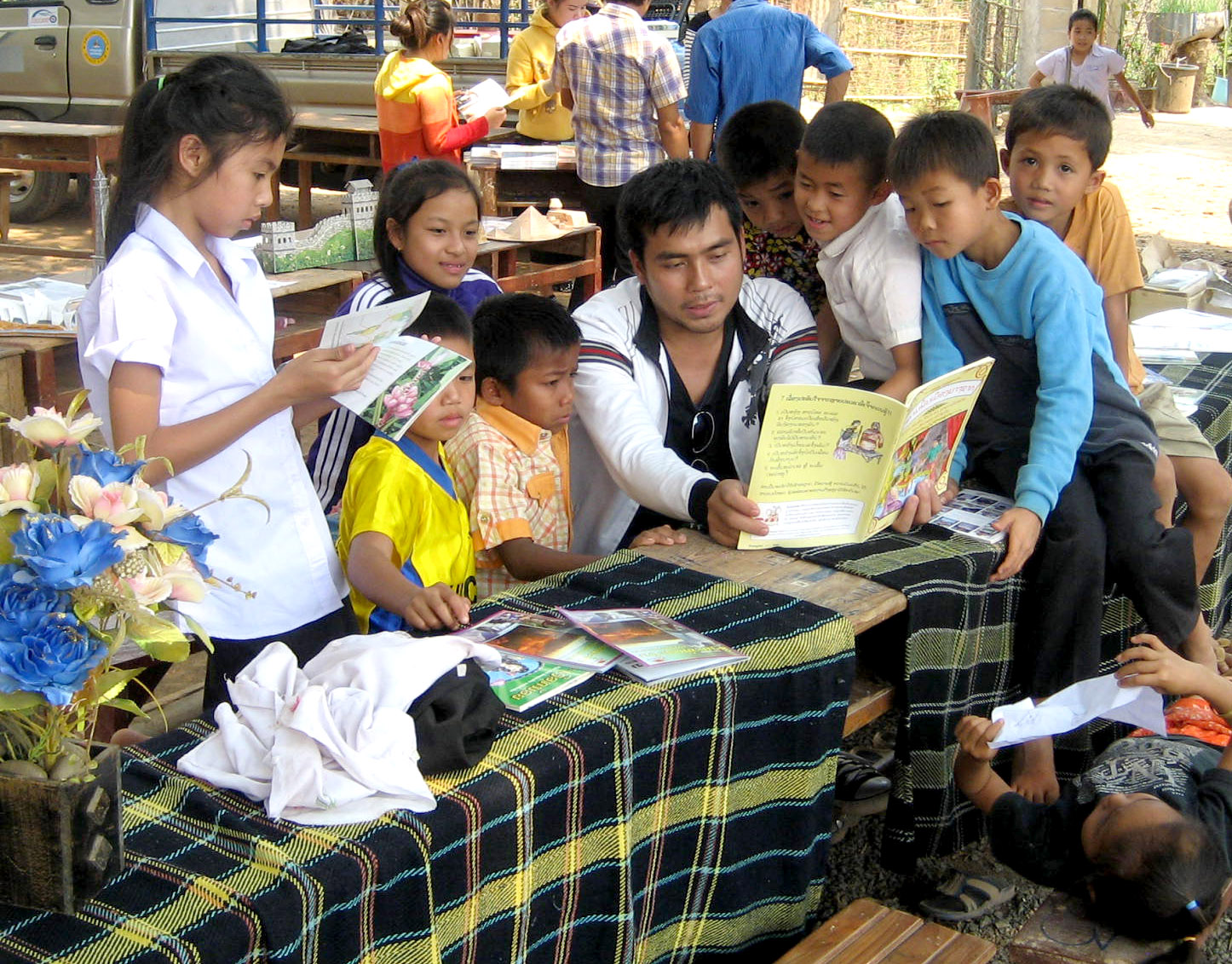
Leer en voz alta es una de las formas en que Big Brother Mouse, un proyecto de alfabetización en Laos, hace que los niños se entusiasmen con la lectura.

La historia de los conflictos en Laos a lo largo de los siglos dio forma a gran parte de la literatura de Laos y determina qué fuentes primarias han continuado sobreviviendo. Sin embargo, la beca renovada ha llevado a importantes descubrimientos de la literatura clásica en el siglo veinte.
Los primeros esfuerzos serios para interpretar y preservar la literatura lao comenzaron en el siglo XX. Los esfuerzos modernos para traducir y preservar la literatura laosiana empezaron con los estudiosos franceses que trabajaban con la École Française d'Extrême-Orient, un instituto colonial francés dedicado a los estudios culturales en Indochina. Académicos como George Coedes, Henri Parmentier y Louis Finot, que trabajaron a fines de la década de 1910 y 1920, produjeron los primeros materiales culturales en profundidad sobre Laos desde las exploraciones de Auguste Pavie en la década de 1870.
De 1928 a 1940, el príncipe Phetsarath promovió el Instituto budista de Chanthabouly para la promoción y preservación del patrimonio cultural de Laos. Durante las décadas de 1940 y 1950, comenzaron a surgir los estudiosos más destacados de Lao. Nhoui Abhay y Maha Sila Viravong, que trabajan en el Comité Litteraire, produjeron las primeras publicaciones populares de la literatura clásica de Laos. Maha Sila Viravong realizó un extenso trabajo en los primeros clásicos, identificando las principales obras maestras de la narración de Laos y produciendo una de las primeras historias populares de Lan Xang. A Maha Viravong también se le atribuye el redescubrimiento de una de las únicas copias primarias del Thao Hung Thao Cheuang que descubrió en 1943, que se mantuvo durante un siglo en un depósito en la Biblioteca nacional de Tailandia de Bangkok.
En 1956, la Biblioteca Nacional de Laos ( idioma lao : ສະ ໝຸດ ແຫ່ງ ແຫ່ງ ຊາດ) se estableció en Vientián. En 1988 comenzó el primer intento serio de catalogar y digitalizar las fuentes primarias de Laos. La Fundación Toyota, junto con el Ministerio de Información y Cultura de Laos, inició una iniciativa para catalogar más de 300,000 libros de hojas de palma localizados en más de 800 monasterios. De 1992 a 2004, el Programa de Preservación de Manuscritos de Lao comenzó como una empresa conjunta alemana y laosiana. A partir de octubre de 2007, la Biblioteca Nacional ha colaborado con la Universidad de Passau y la Biblioteca Estatal de Berlín.(Staatsbibliothek zu Berlin Preußischer Kulturbesitz) para crear la Biblioteca Digital de Manuscritos de Lao. El proyecto copió y almacenó digitalmente manuscritos de hojas de palma en idioma Lao, con más de 86,000 textos preservados y 12,000 textos microfilmados en una base de datos central. Los resultados de estos esfuerzos son más de 7500 títulos antiguos y únicos, que representan una gran cantidad de riqueza literaria a pesar de la destrucción y las guerras de los siglos XIX y XX. El esfuerzo por traducir, preservar y promover estas fuentes primarias está en curso y protegerá el patrimonio literario de Laos para las generaciones futuras. El gobierno concedió el permiso para que la colección de manuscritos sea accesible a través de Internet.